# Henryk Herbstreit
Henryk Herbstreit vel Herbstreich (ur. 5 lutego 1904 w Łodzi, zm. 1964 w Berlinie Zachodnim) – polski piłkarz, napastnik, najczęściej prawy łącznik.
Był wychowankiem i zawodnikiem klubu ŁTSG Łódź (w latach 1922–1926), następnie grał w Toruńskim Klubie Sportowym (1926–1927), ponownie w ŁTSG (1927–1930) i w ŁKS (1931–1937). Zaliczał się do najlepszych napastników w dziejach polskiej piłki nożnej. Świetnie zbudowany napastnik, dysponował silnym strzałem i doskonałą umiejętnością gry głową. Uważany był za „łowcę goli”. W każdym z klubów w których grał uchodził za gwiazdę w zespole.
W okresie 1936–1937 jako grający trener prowadził ŁKS. Był jednym z pierwszych absolwentów kursu szkoleniowego dla instruktorów futbolu w Centralnym Instytucie Wychowania Fizycznego (dziś Akademia Wychowania Fizycznego Józefa Piłsudskiego w Warszawie).
W czasie okupacji niemieckiej (1939–1945) podpisał niemiecką listę narodowościową. Po II wojnie światowej zamieszkał w Berlinie.